# Homoplectra sierra
Homoplectra sierra là một loài Trichoptera trong họ Hydropsychidae. Chúng phân bố ở miền Tân bắc.